# Hermann Wiener
Hermann Wiener   (Karlsruhe, 15 de maig de 1857 - Karlsruhe i Darmstadt, 13 de juny de 1939) va ser un matemàtic alemany.

## Vida i Obra
Fill del matemàtic Christian Wiener, va estudiar al Institut Tecnològic de Karlsruhe mentre el seu pare donava classes allà. El seu germà, Otto, també va ser un físic destacat. El 1881 va obtenir el doctorat per la universitat de Múnic amb una dissertació sobre les corbes planes. Després d'un breu temps a la Universitat de Leipzig, el 1881 va tornar a Karlsruhe com assistent del seu pare. El 1885 va obtenir l'habilitació docent a la universitat de Halle on va romandre els nou anys següents.
El 1890 va ser un dels membres fundadors de la Societat Alemanya de Matemàtiques. El 1894 va ser nomenat professor titular de la Universitat Tècnica de Darmstadt en la qual es va retirar el 1927. Wiener ja no va tenir la mateixa activitat investigadora en aquest període final.
Wiener és recordat per haver estat un dels primers defensors del sistema axiomàtic pur. La presència d'un jove Hilbert en una conferència seva el 1891 a Halle, va impulsar Hilbert a un tractament totalment abstracte de la geometria. Tot i que força menys conegut, també se'l coneix per haver estat un dels primers matemàtics en estudiar de forma abstracta el origami.